# British Columbia Highway 21
Der British Columbia Highway 21 in British Columbia bildet eine Verbindung der Grenze zwischen Kanada und den Vereinigten Staaten mit dem Highway 3. Mit einer Länge von 14 km beginnt er an der Grenze nördlich von Porthill und endet westlich von Creston.

## Verlauf
Der Beginn des Highways liegt am Grenzübergang Rykerts. Er stellt die Verlängerung des State Highways 1 in Idaho dar. Östlich des Highways liegt die Kommune Rykerts sowie der Rykerts Lake. Westlich davon ist ein kleiner Wasserflugplatz, der Rykerts Waterdome. Der Highway folgt parallel des Kootenay Rivers in nördlicher Richtung. Durch den Highway werden die Gemeinden Huscroft und Lyster erschlossen, die beide östlich der Route liegen. Östlich des Highways liegt dann letztlich Creston, vorbei am Zentrum des Ortes mündet der Highway dann schließlich nordwestlich der Gemeinde in den Highway 3, den Crowsnest Highway.